# میکلوش یانچو
میکلوش یانچو (به مجاری: Miklós Jancsó)‏ (تلفظ مجاری: [ˈmiklo:ʃ ˈjɒnt͡ʃo:]) کارگردان، فیلمنامه‌نویس، تهیه‌کننده و بازیگر مجارستانی و برنده جایزه بهترین کارگردان از جشنوارهٔ فیلم کن بود.

## زندگی‌نامه
یانچو ۲۷ سپتامبر ۱۹۲۱ در شهر کوچک واتس در شمال بوداپست به دنیا آمد. پدر و مادر او مهاجرانی از ترانسیلوانیا بودند که زمانی بخشی از مجارستان بود. او گفت: 
«مادرم رومانیایی بود. در زندگی شخصی، اعضای خانواده دوست بودند، اما به لحاظ سیاسی در تقابل با هم قرار داشتند… برای من این یک درس بزرگ بود. آن تقابل - که کمتر هم خشونت‌آمیز بود - هرگز مشکلات مربوط به هویت ملی را حل نخواهد کرد.»

در سال ۱۹۴۴ بعد از اینکه در رشته‌های حقوق نژادشناسی و تاریخ هنر از دانشگاه بوداپست فارغ‌التحصیل گردید به تحصیل در آکادمی هنرهای دراماتیک و سینمایی پرداخت و بعد از اینکه دوره تحصیلی را با موفقیت به پایان رساند یانچو بین آوریل تا نوامبر ۱۹۴۵ زندانی جنگی شوروی سابق بود. او در ۱۹۴۶ به حزب کمونیست پیوست. از سال ۱۹۴۸ با کارگردانی فیلم‌های خبری کار سیما را آغاز نمود البته قبل از آن به کارهای دیگری هم دست زده بود در واقع وی می‌خواست کارگردان تئاتر بشود ولی بهر حال یک فیلمساز شد. وی در ۱۹۵۱ از آکادمی فیلم فارغ‌التحصیل شد و شروع به ساختن فیلم‌های کوتاه کرد که حدود ۴۰ فیلم می‌شود. از سال ۱۹۵۴ ساختن فیلم‌های مستند را شروع کرد و از ۱۹۵۶ تا ۱۹۶۳ به ساختن فیلم‌های داستانی کوتاه ۱۶ مخیلی متری همت گماشت و سرانجام اولین فیلم بلند خود را در ۱۹۵۸ ساخت.
یانچو پس از کارگردانی چند فیلم کوتاه در دهه ۱۹۵۰، سال ۱۹۶۳ به خاطر استعداد استثنایی و سبک خلاقانه خود در فیلم «Cantata» مورد توجه بیشتر قرار گرفت.
یانچو که برای برداشت‌های طولانی و به تصویر کشیدن گذر زمان در حماسه‌های تاریخی صرفاً از طریق تغییر لباس، شهرت داشت، سال ۱۹۷۲ در جشنواره کن برای فیلم «سرود سرخ» دربارهٔ شورش گروهی کارگر مزرعه در قرن نوزدهم، برنده جایزه بهترین کارگردان شد.
منتقدان در دهه ۱۹۶۰ یانچو را در کنار کارگردانانی بزرگ مانند میکل‌آنجلو آنتونیونی و اینگمار برگمان رده‌بندی می‌کردند.
او زمانی با خلاصه کردن تمرکز اصلی فیلم‌هایش، گفت: «همیشه به این مسئله فکر می‌کردم که آیا یک فرد می‌تواند از تاریخ عبور کند؟»
او اوایل دهه ۱۹۷۰ در ایتالیا زندگی می‌کرد و فیلم «Vices and Pleasures» را در این کشور ساخت که دربارهٔ خودکشی رودولف، آرشیدوک اتریش و معشوقه او در ۱۸۸۹ است. فیلم یانچو به خاطر برخی صحنه‌ها در ایتالیا ممنوع و او به چهار ماه زندان محکوم شد. او بعدها به این حکم اعتراض کرد و تبرئه شد.
«گردآوری» (۱۹۶۵)، «سرخ و سفید» (۱۹۶۷) و «سکوت و فریاد» (۱۹۶۸) از موفق‌ترین فیلم‌های اوست.
یانچو بین ۱۹۹۹ تا ۲۰۰۶ مجموعه‌ای شامل شش فیلم ساخت که به ماجراهای اغلب ابزورد کاپا و پپه، دو ضد قهرمان کمیک با بازی زولتان موچی و پیتر شرر، می‌پردازند.
یانچو استاد آکادمی فیلم بوداپست بود و بین ۱۹۹۰ تا ۱۹۹۲ در مؤسسه ارتباطات دانشگاه هاروارد تدریس می‌کرد.
همسر سابق وی مارتا مساروش کارگردان سینما بود
میکلوش یانچو جمعه پس از یک بیماری طولانی در سن ۹۲ سالگی درگذشت.

## جوایز و افتخارات
- پنج بار نامزدی بهترین کارگردانی از جشنواره بین‌المللی فیلم کن * برنده جایزه بهترین کارگردانی از جشنواره بین‌المللی فیلم کن برای فیلم «سرود سرخ» در سال ۱۹۷۲

او سال ۱۹۷۹ در جشنواره کن، سال ۱۹۹۰ در جشنواره ونیز و سال ۱۹۹۴ در بوداپست جایزه یک عمر دستاورد دریافت کرد.

## فیلم‌شناسی

### کوتاه
- پائیز در باداچسونی (۱۹۵۴)
- چین رنگارنگ (۱۹۵۷)
- در کوویتس (۱۹۵۸)
- غروب‌ها و فجرها (۱۹۶۱)
- درخت جاندار (۱۹۶۳)

### بلند
- زنگ‌ها به رم رفته‌اند (۱۹۵۸)
- سه ستاره (۱۹۶۰)
- کانتاتا (۱۹۶۳)
- راه من به خانه (۱۹۶۴)
- گردآوری (ناامیدها) (۱۹۶۵)
- سرخ و سفید (۱۹۶۷)
- سکوت و فریاد (۱۹۶۸)
- مواجهه (۱۹۶۹)
- باد زمستانی (۱۹۶۹)
- آگنس دیه (۱۹۷۰)
- صلح‌طلب (۱۹۷۰)
- فن و آئین (۱۹۷۱)
- سرود سرخ (۱۹۷۲)
- الکترا (۱۹۷۳)
- رم خواهان بازگشت سزار است (۱۹۷۴)
- رذیلت‌های خصوصی، فضیلت‌های عمومی (۱۹۷۶)
- کار استادانه (۱۹۷۷)
- راپسودی مجار (۱۹۷۹)
- فرشتگان خدا()
- فصل هیولاها (۱۹۸۶)